# /e/
/e/ is een Googlevrij, op Android gebaseerd besturingssysteem met eigen webservices, gemaakt door de Franse softwareontwikkelaar en oprichter van de Linuxdistributie Mandrake, Gaël Duval.

Met /e/OS probeert de "e Foundation" het recht op privacy en het beheer van persoonlijke data weer terug te brengen bij de gebruiker zelf.

## Geschiedenis
Omdat Gaël Duval niet tevreden was over het gebrek aan gegevensbescherming en de Androidgebruikersinterface, richtte hij in december 2017 eelo op, dat later werd hernoemd naar /e/ vanwege handelsmerkproblemen. Duval zocht met succes financiële steun op de crowdfundingplatforms Kickstarter en Indiegogo, met een financieringsdoel van € 25.000, dat na korte tijd werd overtroffen. De liefdadigheidsstichting "e Foundation" werd opgericht in mei 2018.
In september 2018 werd de eerste bètaversie van /e/ uitgebracht op basis van Android 7.1. De eerste stabiele versie werd begin 2019 vrijgegeven op basis van Android 8.1.

## Ontwikkeling
/e/ bestaat uit diverse bestaande opensourceprojecten en eigen ontwikkelingen. Het systeem is bijvoorbeeld gebaseerd op LineageOS en wordt geleverd met de gratis replica van de Google-services microG, de e-mailclient op basis van K-9 Mail. Als sms- en chatapp wordt Signal of Telegram gebruikt. Contacten en bestanden worden verzonden via DavDroid of Nextcloudapp gesynchroniseerd met een Nextcloudserver. De locatieprovider van het Mozillanetwerk wordt gebruikt om de locatie te bepalen. Eigen ontwikkelingen zijn bijvoorbeeld het pictogrampakket.
In juni 2021 ondersteunde /e/OS 152 verschillende smartphones waaronder een groot aantal, verouderde maar nog steeds zeer goed te gebruiken modellen.
Omdat /e/ ontdaan is van alle Google-gerelateerde software, is er op oudere modellen smartphones soms weer genoeg ruimte over om nog een tijd mee te kunnen gaan.

## Ingrediënten
- Een e-mailservice, leest geen e-mails
- Zoekmachine op internet, zonder tracking
- Onafhankelijke appstore, met recensies
- Cloudopslag voor het veilig opslaan van gegevens
- Online Officeapps
- Launcher en aangepaste pictogrammen

## Ontvangst en kansen op succes
Het project heeft weinig kans zich te vestigen op de markt van besturingssystemen vanwege de marktmacht van Google en de lage financiering. Kort na de aankondiging kreeg /e/ veel aandacht van media. Ook na de release van de bètaversie ontstond media-aandacht.